# Liste der Monuments historiques in Bannes (Haute-Marne)
Die Liste der Monuments historiques in Bannes führt die Monuments historiques in der französischen Gemeinde Bannes auf.

## Liste der Objekte
| Bezeichnung                                             | Beschreibung                                                                      | Standort                              | Kennzeichnung | Schutzstatus | Datum | Bild |
| ------------------------------------------------------- | --------------------------------------------------------------------------------- | ------------------------------------- | ------------- | ------------ | ----- | ---- |
| Prozessionsstab Heiliger Laurentius                     | Holz, vergoldet, 19. Jahrhundert                                                  | in der Kirche St-Laurent (Lage)       | PM52001526    | Inscrit      | 1975  |      |
| Prozessionsstab Himmelfahrtsmadonna                     | Holz, vergoldet, 19. Jahrhundert; Verbleib unbekannt                              | in der Kirche St-Laurent (Lage)       | PM52001529    | Inscrit      | 1975  |      |
| Kelch                                                   | Silber, vergoldet, zwischen 1819 und 1838, von Jean-François Burel                | in der Kirche St-Laurent (Lage)       | PM52001520    | Inscrit      | 1975  |      |
| Skulptur Heiliger Laurentius (1)                        | Holz, vergoldet, 17. Jahrhundert                                                  | in der Kirche St-Laurent (Lage)       | PM52001527    | Inscrit      | 1975  |      |
| Monstranz                                               | Silber, vergoldet, erste Hälfte des 19. Jahrhunderts, Fuß von Jean-Charles Cahier | in der Kirche St-Laurent (Lage)       | PM52001528    | Inscrit      | 1975  |      |
| Ziborium (1)                                            | Silber, zwischen 1798 und 1809, von Antoine-Henry Dubois                          | in der Kirche St-Laurent (Lage)       | PM52001519    | Inscrit      | 1975  |      |
| Skulpturengruppe Tobias, begleitet vom Erzengel Raphael | Kalkstein, bezeichnet 1686                                                        | in der Kirche St-Laurent (Lage)       | PM52001523    | Inscrit      | 1975  |      |
| Paxtafel                                                | Silber, nach 1838                                                                 | in der Kirche St-Laurent (Lage)       | PM52001524    | Inscrit      | 1975  |      |
| Kruzifix                                                | Holz, vergoldet, 18. Jahrhundert                                                  | in der Kirche St-Laurent (Lage)       | PM52001518    | Inscrit      | 1975  |      |
| Skulptur Heiliger Laurentius (2)                        | Kalkstein, 16. Jahrhundert                                                        | außen an der Kirche St-Laurent (Lage) | PM52001522    | Inscrit      | 1975  |      |
| Ziborium (2)                                            | Silber, zwischen 1798 und 1809                                                    | in der Kirche St-Laurent (Lage)       | PM52001521    | Inscrit      | 1975  |      |
| Prozessionsstab Heilige Abdon und Sennen                | Holz, vergoldet, 19. Jahrhundert                                                  | in der Kirche St-Laurent (Lage)       | PM52001525    | Inscrit      | 1975  |      |